# Stanisław Jagusz
Stanisław Jagusz (ur. 18 lipca 1902 we wsi Chrustne, gminie Ryki, powiecie Garwolin, zm. 15 września 1990 w Warszawie) – polski adwokat, działacz ludowy i publicysta, poseł na Sejm Ustawodawczy (1947–1950).

## Życiorys
Pochodził z rodziny chłopskiej, urodził się we wsi Chrustne (Słownik działaczy; K. Pędowski podaje nazwę wsi: Chrustno) koło Ryk jako Stanisław Jaguś. Uczęszczał do gimnazjum w Siedlcach, potem w Białej Podlaskiej, składając maturę w 1923. Jako uczeń gimnazjum należał do Polskiej Organizacji Wojskowej, uczestniczył w rozbrajaniu Niemców w Siedlcach, a potem służył ochotniczo w szeregach 22 pułku piechoty w wojnie polsko-sowieckiej. Był również aktywnym instruktorem harcerskim, drużynowym i hufcowym w Białej Podlaskiej. W 1923 rozpoczął studia na Wydziale Prawa Uniwersytetu Warszawskiego, naukę łącząc z działalnością w Akademickim Związku Młodzieży Ludowej „Wici” i Polskim Stronnictwie Ludowym „Wyzwolenie”. W 1927 uzyskał stypendium naukowe, które umożliwiło mu kontynuowanie studiów w Paryżu. W 1930 na Sorbonie uzyskał dyplom doktora nauk prawniczych.
Po powrocie do Polski odbył aplikację sądową i pracował w sądownictwie jako asesor i sędzia (od 1939 w randze sędziego Sądu Okręgowego), przez pewien czas także jako sędzia śledczy. Nie zaprzestał w tych latach działalności politycznej, przewodnicząc strukturze powiatowej Polskiego Stronnictwa Ludowego „Wyzwolenie” w Łukowie oraz zasiadając w zarządzie okręgowym w Lublinie. Był też członkiem Lubelskiego Wojewódzkiego Związku Młodzieży Wiejskiej RP (członek władz wojewódzkich w Lublinie, prezes zarządu powiatowego w Łukowie) oraz stałym współpracownikiem pism „Wici” i „Młoda Myśl Ludowa”. Obdarzony zdolnościami językowymi, w 1935 ogłosił w Paryżu w języku francuskim książkę Kwestia agrarna w Polsce, a rok później w Londynie po angielsku książkę Przeludnienie agrarne w Polsce.
Od czasu okupacji pracował w adwokaturze. Włączył się do działalności konspiracyjnej ruchu ludowego, nawiązując kontakt z Maciejem Ratajem. Jednocześnie jako członek powołanego przez Niemców organu doradczego adwokatury na zajętych ziemiach polskich wystąpił zdecydowanie przeciwko skreślaniu Żydów z listy adwokatów; postawa Jagusza i innych adwokatów polskich przyczyniła się do rychłego rozwiązania tego organu. W lipcu 1940 Jagusz został wraz z większą grupą adwokatów aresztowany i osadzony na Pawiaku, skąd trafił do obozu koncentracyjnego w Oświęcimiu. Z KL Auschwitz zwolniony w 1942. Wyzwolenia doczekał w Oranienburgu.
Po wojnie, za sprawą dawnego współwięźnia obozowego Henryka Świątkowskiego, pełniącego funkcję ministra sprawiedliwości, został prezesem Sądu Okręgowego w Warszawie. W 1947 utracił to stanowisko, prawdopodobnie nie bez związku ze złożoną przez niego skargą w resorcie sprawiedliwości na wydawanie wyroków w województwie warszawskim przez skład sędziowski spoza listy Sądu Okręgowego; przeszedł wówczas do pracy w adwokaturze. W 1945 przystąpił do PSL i w 1947 wybrano go posłem na Sejm Ustawodawczy z okręgu Siedlce. Pełnił funkcję prezesa zarządu wojewódzkiego PSL w województwie warszawskim. W pracy parlamentarnej zajmował się problematyką praworządności oraz polityki zagranicznej (był członkiem Komisji Spraw Zagranicznych Sejmu, publikował cotygodniowy przegląd wydarzeń międzynarodowych w „Sztandarze Chłopskim”). Po utworzeniu Zjednoczonego Stronnictwa Ludowego pozostał niezrzeszony. Mandat sprawował do 1950. W lecie 1950 zatrzymany podczas próby ucieczki z Polski i wywiezienia z kraju archiwum AK. Skazany na 8 lat więzienia, do 1956 był więziony.
Po rehabilitacji w 1956 powrócił do wykonywania zawodu adwokata. Był członkiem Zespołu Adwokackiego nr 4 w Warszawie. W 1969 przeszedł na emeryturę, pozostając w ostatnich latach życia całkowicie poza życiem zawodowym i koleżeńskim; odseparował się od świata dotknięty przeżyciami wojennymi i więziennymi. Zmarł 15 września 1990.